# Năng lượng Hartree
Hartree (ký hiệu Eh) là năng lượng nguyên tử của năng lượng và được đặt theo tên của nhà vật lý Douglas Hartree.
Năng lượng hartree bằng với giá trị tuyệt đối của điện thế của nguyên tử Hydrogen ở trạng thái cơ bản. Năng lượng này cũng gần bằng 2 lần giá trị tuyệt đối của năng lượng liên kết (hay năng lượng ion hóa của electron ở trạng thái cơ bản của nguyên tử Hydrogen, |W1| (nó không bằng chính xác 2 lần năng lượng ion hóa do khối lượng tuyệt đối của proton)
{\displaystyle E_{\mathrm {h} }={\hbar ^{2} \over {m_{e}a_{0}^{2}}}=m_{e}c^{2}\alpha ^{2}={\hbar c\alpha  \over {a_{0}}}}
= 4.359 744 17(75)×10−18 J
= 2625.5 kJ/mol
= 27.211 3845(23) eV
= 2 Ry
= 627.509 391 kcal/mol
trong đó:
{\displaystyle \hbar \ } là hằng số Planck biến đổi,
{\displaystyle m_{e}\ } là khối lượng cơ bản của electron,
{\displaystyle a_{0}\ } là bán kính Bohr,
{\displaystyle c\ } là vận tốc ánh sáng trong chân không, và
{\displaystyle \alpha \ } là hằng số cấu trúc tinh tế.